# Adrienne Myrtes
Adrienne Myrtes (Recife, 1967) é uma escritora e artista plástica brasileira. Mudou-se para São Paulo em 2001. Foi editora do site Cronópios. Publicou diversos gêneros literários: livro de contos, novelas infanto-juvenis e romance. Seu romance “Mauricéa” foi finalista do Prêmio Jabuti.

## Carreira
Além das obras individuais, participou das antologias “Os Cem Menores Contos Brasileiros do Século” (Ateliê Editorial, 2004) e “35 Segredos para Chegar a Lugar Nenhum – Literatura de Baixo-Ajuda” (Bertrand Brasil, 2007) entre outras.
Seu romance “Mauricéa” foi finalista do Prêmio Jabuti. O livro perpassa questões de sexualidade e gênero, e conta a história de uma travesti em meio ao período da Ditadura Militar, que se do Recife para São Paulo e lá trabalha como manicure. A autora comenta quais foram as fontes para a criação da história:
trabalhei usando a memória da fala dos meus avós e levantamentos de dados históricos, quanto ao contexto de mulher trans, usei pesquisas e o recorte de vida que nos aproxima a todos, na qualidade de seres humanos.
Seu microconto de uma linha Sem caixão foi citado em uma dissertação de mestrado sobre o gênero, do Programa de Pós-Graduação em Letras, da Universidade Federal da Paraíba, no ano de 2022.

## Obras
- 2022 - Uma Terra Chamada Ilha (Baladeyra, 2022)[5]
- 2013 - Uma História de Amor para Maria Tereza e Guilherme (Terracota, 2013)
- 2011 - Eis o Mundo de Fora (Ateliê, 2011) - Prêmio do Programa Petrobras Cultural 2008/2009
- 2018 - Mauricéa (Edith, 2018) - finalista do Prêmio Jabuti
- 2007 - A Linda História de Linda em Olinda (Escala Educacional, 2007), com Marcelino Freire
- 2006 - A Mulher e o Cavalo e outros contos (Editora Alaúde, 2006)